# Philadelphus caudatus
Philadelphus caudatus là một loài thực vật có hoa trong họ Tú cầu. Loài này được S.M. Hwang miêu tả khoa học đầu tiên năm 1991.